# Drujeliubivka, Berezivka
Drujeliubivka (în ucraineană Дружелюбівка) este un sat în comuna Mîkolaiivka din raionul Berezivka, regiunea Odesa, Ucraina.

## Demografie
Componența lingvistică a localității Drujeliubivka
     Ucraineană (85,88%)
     Română (10,59%)
     Bulgară (1,76%)
     Rusă (1,76%)
Conform recensământului din 2001, majoritatea populației localității Drujeliubivka era vorbitoare de ucraineană (85,88%), existând în minoritate și vorbitori de română (10,59%), rusă (1,76%) și bulgară (1,76%).